# Tomophyllum walleri
Tomophyllum walleri là một loài thực vật có mạch trong họ Polypodiaceae. Loài này được (Maiden & Betche) Parris mô tả khoa học đầu tiên năm 2007.